# USS Katahdin (1861)

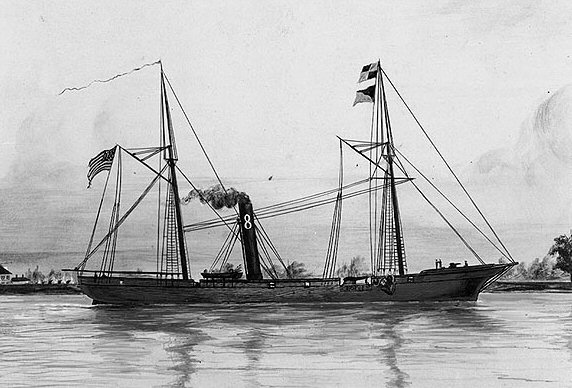
USS Katahdin під час операцій на Міссісіпі (ескіз сучасника подій)

USS Katahdin - канонерський човен типу Unadilla, побудований для флоту Союзу під час Громадянської війни у США. Названий на честь гори у штаті Мен. 
"Катадін" був оснащений однією гладкоствольною і однією нарізною дульнозарядною гарматою  проти ворожих кораблів і суден, а також двома гаубицями для обстрілу берегових цілей. 

## Служба під час Громадянської війни
Корабель брав участь у блокаді портів Конфедерації у Мексиканській затоці, захопленні ескадрою адмірала Фаррагута Нового Орлеану, бойових діях на Міссісіпі. 
У цей період корабель зумів захопити під час спроби переправитись через ріку 1500 голів рогатої худоби, яку переганяли з Техасу, аби забезпечити продовольством східні армії Конфедерації. Свідченням важливості таких постачань для південців стала безуспішна спроба відбити худобу, здійснена підрозділом у 3 тисячі піхотинців за підтримки 9 польових гармат, відбита вогнем канонерок північан. 
Після операцій на Міссісіпі "Катадін" брав участь у блокаді узбережжя Техасу. Після завершення війни корабель був проданий у Нью-Йорку 30 грудня 1865.